# Entomacis
Entomacis is een geslacht van vliesvleugelige insecten uit de familie Diapriidae.

## Soorten
- E. bipunctata (Kieffer, 1911)
- E. graeffei Kieffer, 1909
- E. hajeki Macek, 2000
- E. muscorum (Dahl, 1912)
- E. penelope Nixon, 1980
- E. perplexa (Haliday, 1857)
- E. platyptera (Haliday, 1857)